# Блінов Олег Михайлович
Олег Михайлович Блінов (нар. 1 травня 1933, Борисоглєбськ, Ленінградська область, РРФСР) — радянський футболіст та тренер, воротар.

## Кар'єра гравця
Вихованець клубу «Трудові резерви» (Ленінград). У 1953 році розпочав кар'єру в аматорському колективі «Наука» (Ленінград). Потім виступав у клубах «Зеніт» (Ленінград) та «Буревісник» (Ленінград). У 1958 році перейшов до «Спартак» (Херсон). У 1960 році перейшов до миколаївського  «Суднобудівника». У 1962 році став гравцем тернопільського «Авангарду», кольори якого захищав протягом 5 років. У 1967 році перейшов у ждановського «Азовця», в якому завершив кар'єру гравця.

## Кар'єра тренера
По завершенні кар'єри гравця розпочав тренерську діяльність. Спочатку допомагав тренувати ждановського «Азовця». У 1972 році тренував новокаховську «Енергію». У 1975 році очолював херсонський «Локомотив», яким керував до листопада 1975 року. У 1976 році знову очолював новокаховську «Енергію».